# 納米比沙漠
納米比沙漠是納米比亞西部的一個沙漠，位於非洲最大的国家公园——納米比—諾克陸夫國家公園內。沙漠面積50,000平方公里，位於納米比亞長1,600公里（1,000英哩）的大西洋海岸線，東西闊度由50-160公里（30-100英哩）不等，安哥拉西南部也屬於納米比沙漠範圍。這地區被認為是世界上最古老的沙漠，乾旱和半乾旱的氣候已持續了最少8千萬年，從大西洋吹向該地區的空氣經過寒冷的本吉拉洋流後變得乾燥並冷卻下沉，形成乾旱氣候。沙漠每年的降雨量少於10毫米（0.4英吋），幾乎寸草不生。
一些不常見到的動植物品種只出現在這個沙漠中。其中一種叫「百歲葉」（Welwitschia mirabilis），類似灌木，不過它一生中只會長出兩片長帶狀的葉，這些葉可以有數米長。雖然這個沙漠大部份地方無人居住及難以到達，在Sesriem仍然有人聚居，該地接近著名的索蘇維來（Sossusvlei）及一大群的沙丘，有些沙丘超過300米高，其中有世上最高的沙丘。它的沙丘形態複雜且有規律，成為地質學家的研究對象。
從大西洋吹來的潮濕空氣經過寒冷的海面時，產生了濃霧，引致不少船隻在這個沙漠的海岸發生意外。沿骷髏海岸向北走，是惡名昭彰的多宗海難發生地點。由於沙漠慢慢填平西邊的海，一些遇事船隻現在已位於內陸50米處。
納米比有重要的鎢、鹽及鑽石礦。
人們可從納米比亞首都溫得和克、斯瓦科普蒙德或鲸湾港乘小型飛機來到納米比沙漠，也可經礫石路到達。

## 世界遗产
纳米布沙漠于2013年被联合国教科文组织列入世界遗产名录，登录名称为纳米布沙海，面积3,077,700ha，缓冲区面积899,500 ha。该世界遗产被认为满足世界遺產登錄基準中的以下基準而予以登錄：
- （vii）包含出色的自然美景与美学重要性的自然现象或地区。
- （viii）代表生命进化的纪录、重要且持续的地质发展过程、具有意义的地形学或地文学特色等的地球历史主要发展阶段的显著例子。
- （ix）在陆上、淡水、沿海及海洋生态系统及动植物群的演化与发展上，代表持续进行中的生态学及生物学过程的显著例子。
- （x）拥有最重要及显著的多元性生物自然生态栖息地，包含从保育或科学的角度来看，符合普世价值的濒临绝种动物种。

## 图集

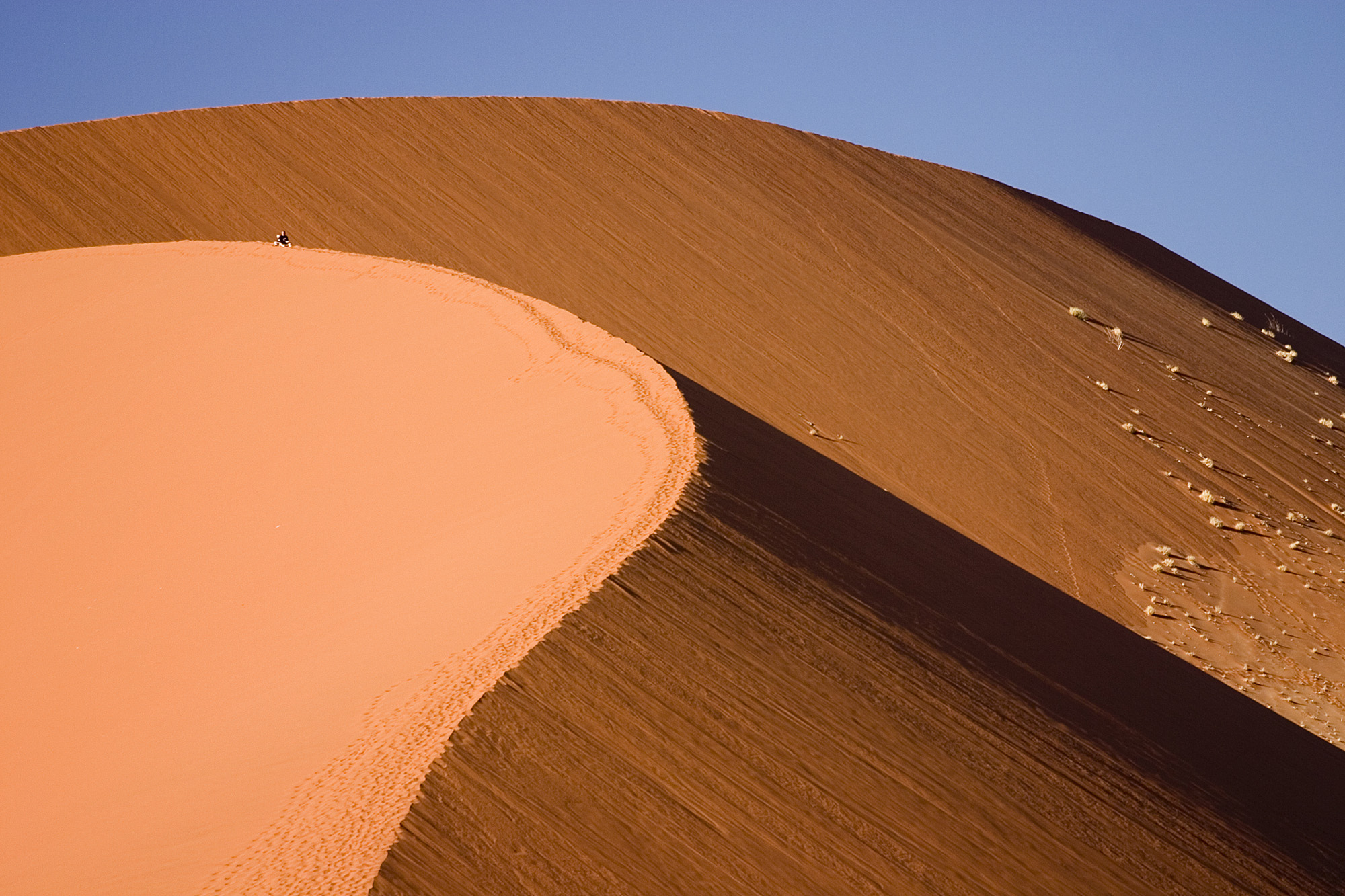
納米比沙漠中的沙丘
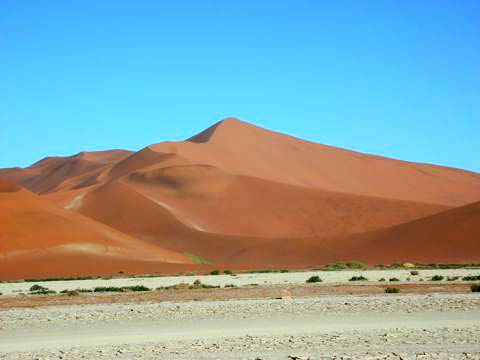
沙丘7 - 位於納米比沙漠的世界上最大的沙丘(ca. 383米)
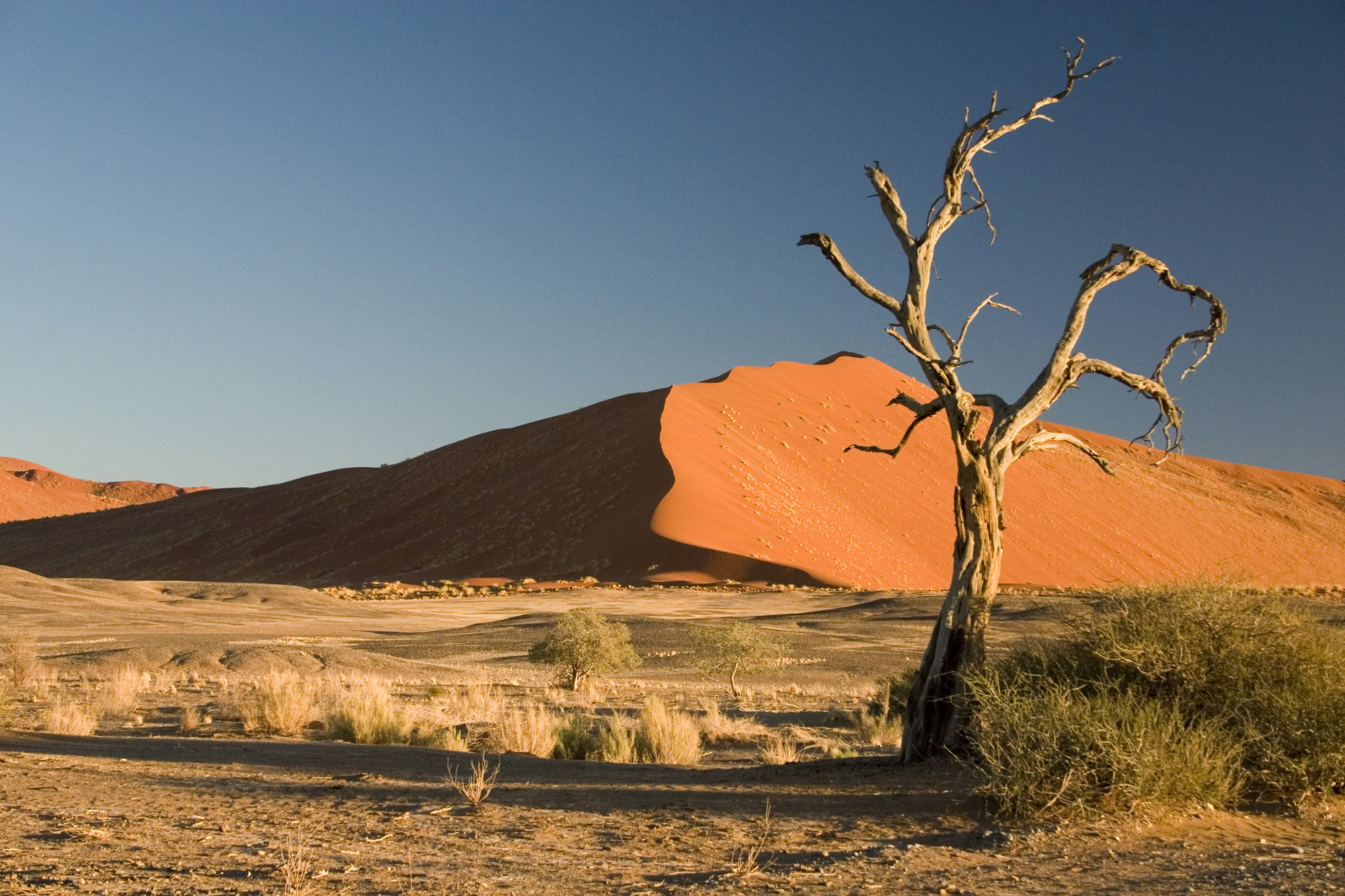
納米比沙漠中的骆驼树
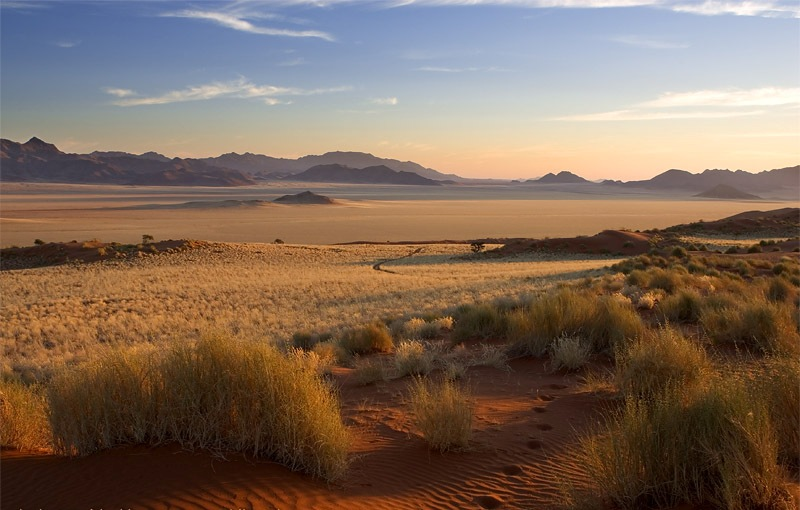
NamibRand自然保護區的日落
靠海的纳米比沙漠

## 外部連結
- 联合国教科文组织世界遗产中心 （页面存档备份，存于）